# Iwan Fadiejew
Iwan Iwanowicz Fadiejew (ros. Иван Иванович Фадеев, ur. 1906 w Gżacku, zm. 1976 w Moskwie) – minister finansów RFSRR (1949-1973).

## Życiorys
Służył w Armii Czerwonej, od 1924 był słuchaczem fakultetu robotniczego, w 1930 ukończył Moskiewski Instytut Finansowo-Ekonomiczny. Od 1930 do października 1938 był kolejno ekonomistą, zastępcą szefa i szefem sektora gospodarki narodowej Ludowego Komisariatu Finansów Jakuckiej ASRR i zastępcą ministra finansów Jakuckiej ASRR, od 1937 należał do WKP(b), od października 1938 do lutego 1941 kierował Zarządem Budżetowym Ludowego Komisariatu Finansów RFSRR. Od lutego 1941 do 1942 był zastępcą ludowego komisarza kontroli państwowej RFSRR, od 1942 do września 1949 zastępcą ludowego komisarza/ministra finansów RFSRR, a od 21 września 1949 do 9 marca 1973 ministrem finansów RFSRR, następnie przeszedł na emeryturę. Został pochowany na Cmentarzu Nowodziewiczym.

## Odznaczenia
- Order Lenina
- Order Rewolucji Październikowej
- Order Czerwonego Sztandaru Pracy

I medale.